# Werner Holtfort
Werner Holtfort (* 25. Mai 1920 in Hannover; † 16. April 1992 ebenda) war ein deutscher Rechtsanwalt und sozialdemokratischer Politiker.

## Leben
Nach der Kriegsteilnahme und seinem Studium ließ sich Holtfort 1955 als Rechtsanwalt und Notar in Hannover nieder. Er war Mitglied des Vorstands und Vizepräsident der Rechtsanwaltskammer Celle und Mitglied des Bundesvorstands der Humanistischen Union. 1977 trat er wegen unterschiedlicher Auffassung von der Funktion des Anwalts gemeinsam mit 16 Kollegen aus dem Rechtsanwaltsverein Hannover aus.
1979 war er Gründer und erster Vorsitzender des Republikanischen Anwältinnen- und Anwältevereins. In Holtforts Kanzlei absolvierte der spätere Bundeskanzler Gerhard Schröder sein Rechtsreferendariat. Seit 1970 SPD-Mitglied, in der er sich auf deren linkem Flügel sah, war er 1982 bis 1990 Mitglied des Niedersächsischen Landtags. Gemeinsam mit dem Journalisten Eckart Spoo und anderen verfasste er zahlreiche CDU- und Ernst-Albrecht-kritische Publikationen. Holtfort war 1985 Mitbegründer der Adolph-Freiherr-von-Knigge-Gesellschaft in Hannover.
Sein Nachlass wird von der Gottfried Wilhelm Leibniz Bibliothek in Hannover verwaltet.
2003 benannte die Landeshauptstadt Hannover einen Weg im Stadtteil Zoo nach Werner Holtfort.

## Grabmal

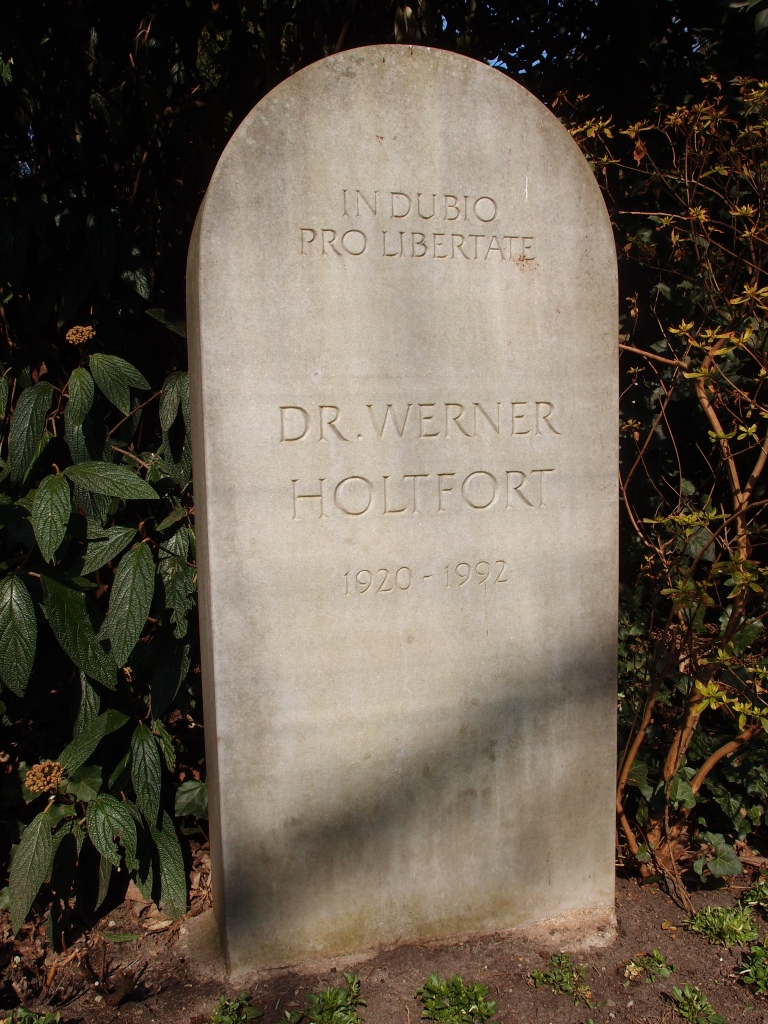
Grab auf dem Engesohder Friedhof in Hannover

Das Grab von Werner Holtfort findet sich auf dem Stadtfriedhof Engesohde in Hannover, Abteilung 25, Grablege Nummer 166–167. sein Grabspruch lautet: In dubio pro libertate (Im Zweifel für die Freiheit, D. 50,17,20).

## Holtfort-Stiftung
Die Holtfort-Stiftung als Alleinerbin widmet sich der anwaltlichen Fortbildung und dem politischen Kampf für ein demokratisches Rechtssystem. Sie vergibt entsprechend den Bestimmungen des Testaments regelmäßig den Werner-Holtfort-Preis für herausragende Leistungen zur Verteidigung der Bürgerrechte.

## Publikationen
- mit Eckart Spoo, Hasso Düvel und Wolfgang Bittner: Sturmfest und erdverwachsen. Schwarze Geschichten über Ernst Albrecht und die CDU. Hrsg. von Wolfgang Bittner (u. a.). Göttingen: Steidl 1980. ISBN 3-88243-010-9 (Mitarbeiter)
- Hinter den Fassaden. Geschichten aus einer deutschen Stadt. Werner Holtfort (u. a.). Göttingen: Steidl 1982. ISBN 3-88243-014-1
- Ungehorsam als Bürgerpflicht. Ein Ratgeber des Republikanischen Anwaltsvereins über das Verhalten angesichts der Stationierung der neuen amerikanischen Mittelstreckenraketen in der Bundesrepublik. Hannover 1983.
- Die Welfen und ihr Schatz. Geschichten um Ernst August und Ernst Albrecht. Werner Holtfort (u. a.). Göttingen: Steidl 1984. ISBN 3-88243-026-5
- Anwaltsverfolgung in der Bundesrepublik. Der Fall Jörg Lang. Hannover: Republikanischer Anwaltsverein 1986.
- Lernprozesse eines Deutschen. In: Gegen Barbarei. Essays Robert M.W. Kempner zu Ehren. Hrsg. von Rainer Eisfeld (u. a.). Frankfurt am Main: Athenäum Verlag 1989, S. 37–50. ISBN 3-610-08537-1 (über Holtforts politisch-juristische Auseinandersetzungen in der Rechtsanwaltskammer Hannover)
- Sylvia Remé (Hrsg.): Gesammelte Werke vom bissigen Lamm. Satiren und Glossen von Werner Holtfort. jmb, Hannover 2012, ISBN 978-3-940970-49-7.
- Zwölf Monate Niedersächsischer Landtag. Ein Rechenschaftsbericht. Hannover: Selbstverlag 1983.
- Das [zweite bis siebente] Jahr im Niedersächsischen Landtag. Ein Rechenschaftsbericht. Hannover: Selbstverlag 1984–1990. (Alles vorhanden in der Gottfried Wilhelm Leibniz Bibliothek)